# Большой Хабык
Большой Хабык — село  в Идринском районе Красноярского края, административный центр и единственный населенный пункт  Большехабыкского сельсовета.

## География
Находится  примерно в  9 километрах по прямой на северо-запад от районного центра села Идринское.

## Климат
Климат резко - континентальный с холодной зимой и жарким летом, суровый, с большими годовыми и суточными амплитудами температуры. Максимальная высота снежного покрова 46 см. Среднемесячная температура января -21,1 ºС, июля +18,4 ºС. Продолжительность безморозного периода составляет 100 дней. Средняя дата последнего заморозка – 29 мая, первого заморозка – 7 сентября. Вегетационный период (с температурами выше +5ºС) длится 157 дней. Годовая сумма осадков составляет 387 мм, причем большая ее часть выпадает в теплый период года (81 % от годовой суммы).

## История
Село основано в 1775 году переселенцами из Пензенской и Нижегородской губерний. В 1843г. в селе насчитывалось около 80 дворов - на левом и правом берегах реки. В советское время работали колхозы «Стрелок», «Факел коммунизма», «Путь к социализму», «Победа». Колхоз «Победа» был ликвидирован в 1997 году, правопреемник СХПК «Восход».

## Население
Постоянное население составляло 628 человек в 2002 году (92% русские),  501 в 2010.

## Инфраструктура
В селе имеется общеобразовательная школа, дом культуры, библиотека, ФАП, отделение связи, три магазина.